# Geschiedenis van Baarle

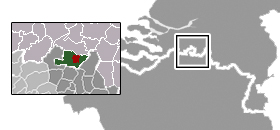
Locatie Baarle

Dit artikel behandelt de geschiedenis van Baarle. Baarle is een dorp in de gemeenten Baarle-Hertog en Baarle-Nassau.

## Geschiedenis

### Voorgeschiedenis
Tal van archeologische vondsten bewijzen dat de omgeving van Baarle al een lange bewoningsgeschiedenis heeft. Zo werd in 1842 op de Bedafse Heide een Germaanse begraafplaats gevonden, en op de Molenheide een Frankische begraafplaats. Ook een bronzen strijdbijl werd aangetroffen, en in de buurtschap Tommel (de naam is afkomstig van het Romeinse Tumulus of grafheuvel) werd een urn opgegraven.
Uit archeologisch onderzoek in 1950 bij de Sint-Salvatorkapel is gebleken, dat er sinds de 8e eeuw op die plek ook al een kapel moet hebben gestaan. Dit was de tijd van Willibrord. Hij en zijn volgelingen bouwden hun kapellen bij voorkeur op oude heilige plaatsen.
De eerste vermelding van Baarle dateert uit 992. De Gravin van Strijen, Hilsondis, had toen grote delen van het huidige West-Brabant in bezit. Samen met haar man Ansfried stichtte zij in Thorn de Abdij van Thorn. Om het klooster van inkomsten te voorzien, schonk Hilsondis haar bezittingen aan de abdij. De schenking van haar Baarlese bezittingen staat vermeld in een kopie van een akte waarvan het origineel zou dateren uit 992. De originele akte is echter verloren gegaan en de kopie zou op een vervalsing berusten.

### Ontstaan van het dorp
Nabij de huidige Baarlese buurtschap Loveren kwamen vanouds een aantal belangrijke verbindingswegen bij elkaar, die mogelijk al in de Romeinse tijd zijn aangelegd. Het gaat om de weg Turnhout-Breda, de weg Nijmegen-Antwerpen (via Alphen en Castelré), en de weg Maastricht-Domburg.
Ten oosten ontstond langs de Maastrichtse baan in het gebied waar de Lei ontspringt, het gehucht Bedaf, het huidige Groot-Bedaf. Ten oosten van de weg van Turnhout over Tommel naar Loveren ontstonden de gehuchten Reth en Schaluinen. Aan de weg naar Weelde ontstonden Nijhoven, Keizershoek en Veldbraak. Meer naar het zuiden ontstonden de gehuchten Gorpeind en Ginhoven. Aan de weg naar Hoogstraten lagen ten oosten van de weg de gehuchten Eikelenbosch en Heesboom. Ten westen van deze weg lag de Heerlijkheid Reuth.
Loveren was aanvankelijk de belangrijkste buurtschap, omdat de wegen daar elkaar kruisten en er ook een plaetse bestond: het driehoekige plein dat kenmerkend is voor veel Brabantse buurtschappen. De straten bij de Sint-Remigiuskerk waren nog spaarzaam bebouwd, zo blijkt uit een oorkonde uit 1429.

### Enclaves
Aan het einde van de 12e eeuw ontstond er een grensconflict tussen Hertog Hendrik I van Brabant en Graaf Dirk VII van Holland. De laatste wilde zijn invloed naar het zuiden uitbreiden, terwijl Hendrik I liever een buffer tussen zijn hertogdom en het expansieve graafschap Holland wenste. Aldus sloot de hertog een bondgenootschap met de Heer van Breda, Godfried II van Schoten. Deze werd uiteindelijk, in 1198, leenman van de hertog, maar kon in ruil daarvoor een groot stuk land aan zijn bezit toevoegen, waarin een aantal enclaves lagen die aan de Abdij van Thorn of de hertog toebehoorden. Een dergelijk patroon was in die tijd niet ongebruikelijk. In de buurt van Baarle is de grens echter nimmer gecorrigeerd, ook niet toen in 1648 de grens tussen de Spaanse en de Staatse gebieden werd vastgesteld, en al evenmin toen België zich in 1830 losmaakte van Nederland.
De enclaves speelden niet alleen staatkundig maar ook religieus een rol. Het was Amalia van Solms, de vrouw van Frederik Hendrik, die opkwam voor het behoud van de enclaves, zodat de Baarlese katholieken ook na de Vrede van Münster, in 1648, hun geloof konden uitoefenen. De Sint-Remigiuskerk bevond zich immers op het grondgebied van de Spaanse Nederlanden. Door dit alles is te verklaren, dat het centrum van Baarle, één grote en veel dicht bijeen liggende kleine enclaves te vinden zijn. De wat op afstand gesitueerde enclaves komen voort uit eenzaam gelegen akkertjes of boerderijtjes, of velden waar turf werd gewonnen in een moerassig gebied. In 1995 zijn de enclavegrenzen Rijksgrenzen geworden, die voorgoed zijn vastgesteld.
In 1661 werd bij de Raad van State van de Republiek een klacht ingediend. De regenten van Weelde en Poppel beletten de inwoners van het gehucht Groot-Bedaf het vrije gebruik van de vroente. Hierbij kregen ze de steun van de Raad van de Zuidelijke Nederlanden. Hierop liet de Raad van State een onderzoek instellen naar de grenzen tussen het Land van Turnhout en Baarle-Nassau, dat bij de Baronie van Breda behoorde. In 1667 werden de grenzen voor het eerst opgetekend. Er werden 30 enclaves onderscheiden: 22 van Baarle-Hertog, en acht van Baarle-Nassau, waarvan zeven binnen de enclaves van Baarle-Hertog en de achtste bij het gehucht Ginhoven.

### Wegverbetering
In de 17e en de 18e eeuw werden de wegen in de Baronie verbeterd. Aan het eind van de 17e eeuw was de weg van Turnhout naar Ginneken als laatste aan de beurt. De weg kronkelde door de heide tussen Baarle en Ginneken. De weg werd geëffend, langs de wegen werden greppels gegraven, opdat het regenwater van de wegen geen modderpoel zou maken. Ook werden er langs de wegen dennenbomen geplant. Tijdens de Spaanse Successieoorlog zouden de wegen veelvuldig gebruikt worden. Besloten werd daarom om de wegen te voorzien van kasseien. De dorpen waaraan deze wegen lagen, waaronder Baarle, Goirle en Alphen, moesten meebetalen. Er werd besloten dat de afzonderlijke dorpen verantwoordelijk waren voor het onderhoud in hun bebouwde kom. De kosten van de wegen tussen de dorpen werden gedeeld door de dorpen. Vanaf 1751 werden de wegen naar Ginneken en verder naar Breda verder verbeterd. Baarle was verantwoordelijk voor de wegen in Baarle en deelde mee in de kosten tussen Baarle en Chaam. De houten brug over de Chaamse Beek werd voor het grootste gedeelte bekostigd door Baarle, ook al lag deze beek op Chaams grondgebied. Ook werden de wegen naar Ulicoten en Zondereigen verbreed en met dennen beplant.
De weg naar Poppel liep oorspronkelijk over Nijhoven en Veldbraak. Door de aanleg van een nieuwe weg via Groot-Bedaf werd de route met een half uur verkort. Halverwege ontstond het gehucht Voske. De Singel voor de Sint-Remigiuskerk werd steeds belangrijker voor het dorp. Ook aan de Singel werden nu herbergen gebouwd, zodat het handelscentrum zich steeds meer van Loveren naar Baarle verplaatste. In 1639 werd hier ook een raadhuis gebouwd.
Er ontstond in deze tijd wel een probleem met de breedte van de karren. In de Baronie van Breda werd namelijk voorgeschreven dat de karren verbreed moesten worden. In Baarle, maar ook in de omliggende dorpen waar de wegen nog van zand waren, ontstond veel ophef over dit besluit. Niet alle boeren waren vermogend genoeg om bredere karren aan te schaffen, zodat de wegen veel te lijden zouden hebben. Door de tegenstand van vele dorpen werd besloten dat de verbreding van de karren alleen in het gedeelte van de Baronie dat tot het Kwartier van Antwerpen behoorde, werd voorgeschreven, omdat het daar toch al gemeengoed was.

### Franse tijd
Na de Franse Revolutie vielen in 1792 troepen van de Franse Republiek de Zuidelijke Nederlanden binnen. In Brabant werden bevelen gegeven door de Raad van Brabant om de veiligheid van de wegen te waarborgen om ongewenste personen te weren. De gemeente Baarle-Hertog stelde een gewapende patrouille aan. Deze patrouille marcheerde ook over de wegen van Baarle-Nassau. De bestuurders van Baarle-Nassau dienden hierop een klacht in bij de Raad en Rekenkamer van Brabant.
Vanuit Hoogstraten vielen de Fransen de Baronie binnen. Breda werd snel veroverd, de Hollandse stad Geertruidenberg volgde snel en werd geplunderd. Een detachement bereikte via Merksplas de heide bij Castelré. Bij Baarle-Brug werd een kamp opgeslagen. De legereenheden waren, zoals toen gebruikelijk, aangewezen op de lokale bevolking van onder andere Castelré en Merksplas. Het vee, graan en voer voor de paarden moest worden afgestaan. Nadat de troepen waren bevoorraad gingen ze via Heesboom en ten westen van Loveren en Baarle naar Boschoven om vanuit daar naar Tilburg op te trekken. De naam Franse Baan van de weg bij Boschoven herinnert nog aan deze operatie. De inwoners van gehuchten als Castelré, Heesboom en Reuth waren aangewezen op de steun van het dorpsbestuur om hun veestapel te herstellen.

### Begin 20ste eeuw
In 1908 vestigden zich vanuit België de Broeders van De La Salle in Baarle. Daar werd een pensionaat en een school gesticht. In 1987 waren zij weer vertrokken.
Tijdens de Eerste Wereldoorlog was het grootste deel van België door de Duitsers bezet en hermetisch van Nederland afgescheiden door een hoogspanningsraster. De Duitsers durfden het echter niet aan om de enclaves binnen te trekken, aangezien deze binnen Nederlands grondgebied lagen en Duitse troepen zich dan door het neutrale Nederland moesten begeven. Aldus bleef de Belgische post en telegraaf werkzaam buiten Duitse controle om.

### Tweede Wereldoorlog
De gemeente werd 16 mei 1940 bezet door het Duitse leger en bevrijd op 24 september 1944. Volgens het oorlogsmonument in de gemeente sneuvelden er bij de bevrijding 58 Poolse soldaten en 12 burgerslachtoffers.

### Na-oorlogse jaren
Na de Tweede Wereldoorlog, en vooral sedert het einde van de 20e eeuw, zijn de Belgische en Nederlandse diensten steeds meer gaan samenwerken. Een aantal zaken zijn gescheiden, andere zijn samengevoegd of in hetzelfde gebouw gevestigd, zoals in 1997 de politiekorpsen. Ook hebben de gemeenten Baarle-Hertog en Baarle-Nassau nu een gemeenschappelijke website.

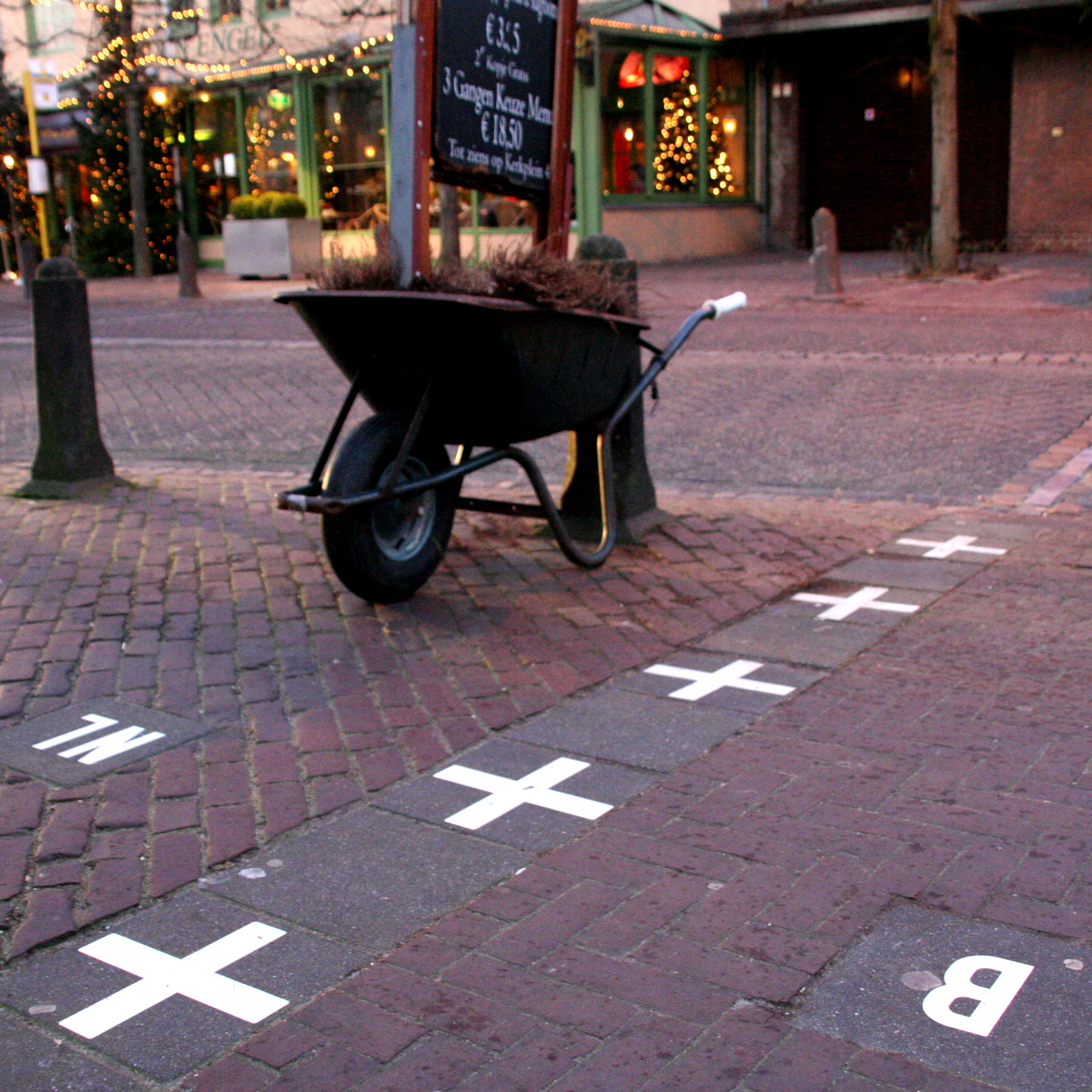
De grens van Baarle
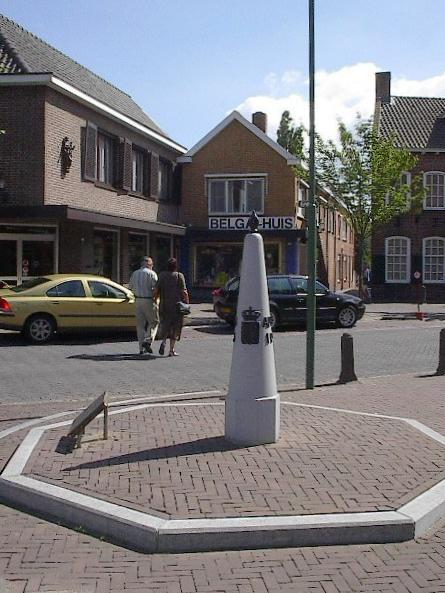
Symbolische grenspaal in Baarle
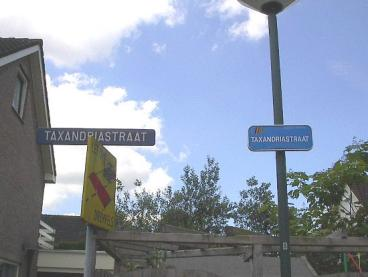
Belgisch huis, met stukje Nederlandse tuin.